# Uwe Reinders
Uwe Reinders (Essen, 19 gennaio 1955) è un allenatore di calcio ed ex calciatore tedesco.

## Carriera

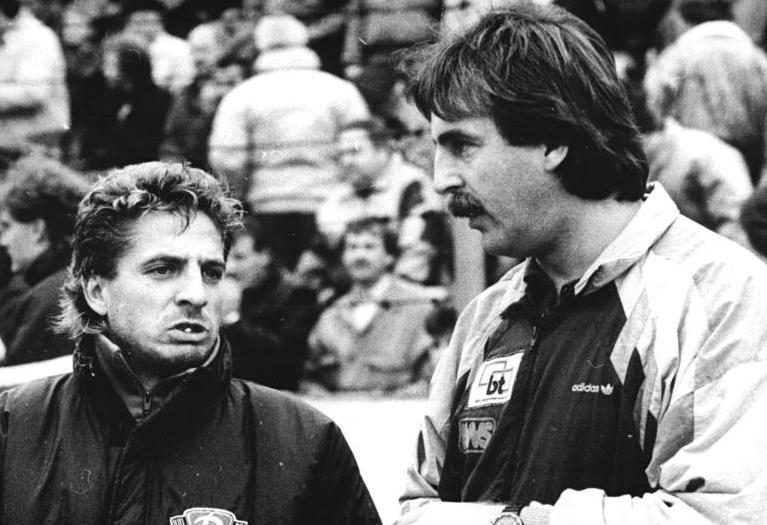
Uwe Reinders con Peter Lux durante il match tra e del 3 novembre 1990.

### Calciatore
Iniziò la carriera da calciatore professionista nella squadra della sua città, il Schwarz-Weiß Essen. Tra il 1977 e il 1985 militò in Bundesliga con la maglia del Werder Brema, collezionando 206 presenze e 67 reti. Concluse la sua carriera nella massima divisione francese, giocando per una stagione con il Bordeaux (1985-86, durante la quale vinse l'unico trofeo della sua carriera da calciatore, la Coppa di Francia) e una con il Rennes (1986-87).
Al 1982 risalgono le sue uniche quattro presenze in nazionale tedesca occidentale, con la quale partecipò ai campionato del mondo 1982. Durante la manifestazione Reinders ebbe inoltre modo di segnare la sua unica rete in nazionale, il quarto gol dell'incontro contro il Cile nel girone del primo turno.

### Allenatore
Appese le scarpette al chiodo, Reinders esordì come allenatore nel 1988, sedendosi sulla panchina dell'Eintracht Braunschweig, allora militante in Zweite Bundesliga. Nel 1990 fu invece chiamato a guidare l'Hansa Rostock, allora militante nella DDR-Oberliga.
Con Reinders alla guida la squadra riuscì a centrare il double andando a vincere le ultime edizioni della coppa nazionale e del campionato tedesco orientale. Quest'ultimo risultato permise in particolare all'Hansa Rostock di qualificarsi per la stagione 1991-92 della Bundesliga unificata. Nel suo esordio in Bundesliga Reinders guidò l'Hansa Rostock ad un buon inizio di campionato, ma fu esonerato il 6 marzo 1992 dopo che la squadra era precipitata nelle posizioni più basse della classifica.
Ad un mese dal suo esonero Reinders fu assunto da un'altra squadra militante in Bundesliga, il pericolante Duisburg, in sostituzione di Willibert Kremer. Reinders non riuscì a centrare l'obiettivo salvezza, ma fu comunque confermato alla guida della squadra finché, il 21 ottobre 1993, si trasferì all'Hertha Berlino, mantenendo l'incarico di allenatore per cinque mesi. Allenò quindi, dal 1994 al 1997, il Sachsen Lipsia, squadra militante in Regionalliga.
Dopo cinque anni di inattività, Reinders ritornò alla guida di una squadra di calcio professionistica il 25 ottobre 2002, sulla panchina della stessa squadra in cui aveva cominciato la carriera di allenatore, Eintracht Braunschweig. Succeduto a Peter Vollmann, Reinders rimase per due anni (fino al suo esonero, datato 2 marzo 2004) sulla panchina della squadra senza riuscire a mantenere il club su buoni livelli. L'ultima esperienza di Reinders come allenatore è stata nel 2005 sulla panchina del Frisia Brinkum, un club neopromosso in Oberliga Nord: anche in questo caso l'esperienza si concluse con l'esonero dell'allenatore.

## Statistiche

### Presenze e reti nei club
| Stagione        | Squadra            | Campionato      | Campionato | Campionato |
| Stagione        | Squadra            | Comp            | Pres       | Reti       |
| --------------- | ------------------ | --------------- | ---------- | ---------- |
| 1974-75         | Schwarz-Weiß Essen | 2. Bundesliga   | 2          | 0          |
| 1976-77         | Schwarz-Weiß Essen | 2. Bundesliga   | 38         | 8          |
| 1977-78         | Werder Brema       | Bundesliga      | 25         | 0          |
| 1978-79         | Werder Brema       | Bundesliga      | 32         | 7          |
| 1979-80         | Werder Brema       | Bundesliga      | 34         | 11         |
| 1980-81         | Werder Brema       | 2. Bundesliga   | 37         | 16         |
| 1981-82         | Werder Brema       | Bundesliga      | 34         | 18         |
| 1982-83         | Werder Brema       | Bundesliga      | 20         | 8          |
| 1983-84         | Werder Brema       | Bundesliga      | 33         | 11         |
| 1984-85         | Werder Brema       | Bundesliga      | 28         | 12         |
| 1985-86         | Bordeaux           | Division 1      | 36         | 15         |
| 1986-87         | Rennes             | Division 1      | 10         | 0          |
| Totale carriera | Totale carriera    | Totale carriera | 329        | 106        |

### Cronologia presenze e reti in nazionale
| Cronologia completa delle presenze e delle reti in nazionale ― Germania Ovest | Cronologia completa delle presenze e delle reti in nazionale ― Germania Ovest | Cronologia completa delle presenze e delle reti in nazionale ― Germania Ovest | Cronologia completa delle presenze e delle reti in nazionale ― Germania Ovest | Cronologia completa delle presenze e delle reti in nazionale ― Germania Ovest | Cronologia completa delle presenze e delle reti in nazionale ― Germania Ovest | Cronologia completa delle presenze e delle reti in nazionale ― Germania Ovest | Cronologia completa delle presenze e delle reti in nazionale ― Germania Ovest |
| Data                                                                          | Città                                                                         | In casa                                                                       | Risultato                                                                     | Ospiti                                                                        | Competizione                                                                  | Reti                                                                          | Note                                                                          |
| ----------------------------------------------------------------------------- | ----------------------------------------------------------------------------- | ----------------------------------------------------------------------------- | ----------------------------------------------------------------------------- | ----------------------------------------------------------------------------- | ----------------------------------------------------------------------------- | ----------------------------------------------------------------------------- | ----------------------------------------------------------------------------- |
| 12-5-1982                                                                     | Oslo                                                                          | Norvegia                                                                      | 2 – 4                                                                         | Germania Ovest                                                                | Amichevole                                                                    | -                                                                             | 64’                                                                           |
| 20-6-1982                                                                     | Gijón                                                                         | Germania Ovest                                                                | 4 – 1                                                                         | Cile                                                                          | Mondiali 1982 - 1º turno                                                      | 1                                                                             | 78’                                                                           |
| 29-6-1982                                                                     | Madrid                                                                        | Germania Ovest                                                                | 0 – 0                                                                         | Inghilterra                                                                   | Mondiali 1982 - 2º turno                                                      | -                                                                             | 63’                                                                           |
| 2-7-1982                                                                      | Madrid                                                                        | Spagna                                                                        | 1 – 2                                                                         | Germania Ovest                                                                | Mondiali 1982 - 2º turno                                                      | -                                                                             | 46’                                                                           |
| Totale                                                                        |                                                                               | Presenze                                                                      | 4                                                                             |                                                                               | Reti                                                                          | 1                                                                             |                                                                               |

## Palmarès

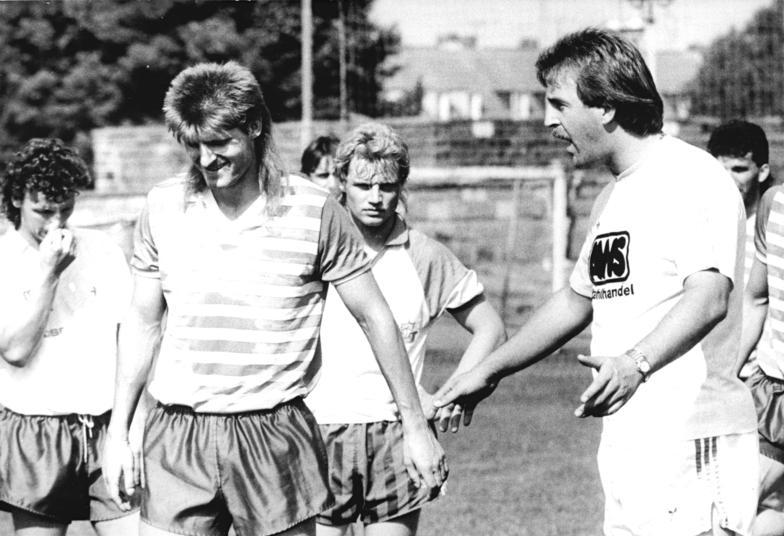
Uwe Reinders durante una seduta di allenamento con i giocatori dell'.

### Calciatore
- Coppa di Francia: 1

1985-86

### Allenatore
- Campionato tedesco orientale: 1

1990-91
- FDGB Pokal: 1

1990-91